# Харьковский велозавод
Харьковский велосипедный завод — существовавшее в прошлом советское и украинское промышленное предприятие в Коминтерновском (ныне Слободском) районе Харькова.
ХВЗ являлся одним из основных центров советского и украинского велосипедного машиностроения.

## История

### 1923—1991
3 ноября 1923 года Харьковским губисполкомом и горсоветом было принято постановление № 89 «В целях более рационального использования заводов Лейтнера и Блейхерта, объединить эти два завода и их оборудование в одно предприятие. Работу по переоборудованию закончить в течение двух с половиной месяцев». Этот документ является метрическим свидетельством о рождении первого государственного велосипедного завода в Союзе ССР.
Ко времени организации велопроизводства на заводе работало всего 50 рабочих и специалистов-практиков, эвакуировавшихся в Харьков из Риги в 1915 году. Они составили костяк будущего коллектива — стали мастерами и инструкторами, обучали новичков. Ручной труд преобладал во всех цехах.
К концу 1923 года в примитивных условиях и в сложной обстановке небольшой коллектив смог изготовить первые образцы нескольких веломашин, а в 1924 году было выпущено уже более 1 000 велосипедов.
Вскоре по желанию рабочих завод получил имя Григория Ивановича Петровского.
Первые велосипеды опробовали студенты Государственного института физической культуры А. Князев и И. Фрейдберг, которые совершили на них кругосветное путешествие. В 1924 году они отправились на восток, пересекли Сибирь, Китай, Японию, страны Латинской Америки, Европы и появились снова в Москве в 1927 году.
В 1926 году в производство была запущена первая модель велосипеда «Украина», популярнейшего и в наше время.
В 1927 году завод выпустил 10  874 велосипеда (общая стоимость которых составила 1812,2 тыс. рублей). В ходе индустриализации СССР завод был реконструирован по проекту проектного института «Гипротракторосельхозмаш».
В 1932 году завод выпустил 70 тысяч велосипедов (общая стоимость которых составила 13147,9 тыс. рублей).
До начала Великой Отечественной войны летом 1941 года завод выпустил 1 млн велосипедов. В связи с приближением к городу линии фронта осенью 1941 года завод был эвакуирован в Бухару, где до 1945 года выпускал продукцию для фронта.
В 1945 году завод возобновил производство в Харькове. Начато производство велосипедов В-14, В-17.
1950—1958 производство унифицированной модели велосипеда «Прогресс» В-110
В 1958 году завод начал экспорт велосипедов в иностранные государства.
В послевоенный период, с 9 мая 1945 года до 1 января 1976 года, завод выпустил 16 млн велосипедов 47 различных моделей (2 млн из которых были проданы в 30 странах мира за границами СССР).
В конце 1970-х годов завод ежегодно выпускал 800 тысяч велосипедов свыше десяти различных моделей, которые продавались в СССР и шли на экспорт в 30 стран мира.
В 1977 году завод начал выпуск новой модели спортивно-шоссейного велосипеда на замену модели В555, а также осваивал производство новой модели дорожного велосипеда с двухскоростными втулками.
К 1979 году заводом было выпущено 20 млн велосипедов.
В 1983 году на ВДНХ СССР завод представил новые разработки: дорожный велосипед модели «111-4111» и две его модификации — «111-412» и «111-413-Люкс».
При заводе действовало единственное в СССР конструкторское бюро велостроения — Центральное конструкторско-технологическое бюро велостроения (ЦКТБ Вело).
К началу 1986 года свыше 900 работников завода были награждены орденами и государственными наградами; завод выпускал свыше 10 моделей дорожных, спортивных и туристских велосипедов, которые продавались в 36 стран мира.
При советской власти завод выпускал и множество разнообразных моделей детских, дорожных, шоссейных и спортивных велосипедов. Некоторые модели выпускаются до настоящего времени и пользуются спросом.

### После 1991
С начала девяностых годов экономическое и финансовое положение завода резко ухудшилось, уменьшились объемы производства продукции. В 1999 году акционером «Харьковского велосипедного завода» стала фирма ПВПФ (Частная производственно-промышленная фирма) «ЮСИ» и получила эксклюзивное право на продажу всего ассортимента продукции, который производится этим предприятием.
Начиная с 2001 года, завод начал наращивать объемы производства, существенно расширять ассортимент изделий и восстанавливать утраченные ранее позиции на рынке велопродукции.
В 2001 году завод увеличил объём производства в 2,5 раза по сравнению с 2000 годом, выпустив 80,2 тыс. велосипедов (рекордное количество за весь период после 1991 года).
24 марта 2009 на заводе сгорел лакокрасочный цех, общая площадь пожара составляла 150 м². В тушении пожара принимали участие 12 пожарных расчётов, но из-за сильного задымления тушение огня было затруднено
К 2011 году численность работников предприятия сократилась до 500 человек, основным источником дохода предприятия стало предоставление в аренду помещений завода.
В 2012 году завод получил государственный заказ на изготовление велосипедов для «Укрпочты».
По состоянию на 2016 год, общая производственная мощность ЗАО «Харьковский велосипедный завод» позволяла выпускать до 800 тыс. велосипедов в год. Выпускалось 16 моделей велосипедов. Было налажено производство спортивно-шоссейных велосипедов и комплектующих к ним, а также сопутствующих товаров для быта и отдыха.
По состоянию на 2016 год на заводе ведется сборка велосипедов в основном из импортных компонентов, также идет собственное изготовление деталей. ХВЗ предлагает покупателям классические дорожные велосипеды «Украина» и «Украина LUX», многоскоростные модели «Турист» и «Эдельвейс», серию современных многоскоростных MTB-велосипедов с алюминиевой рамой для езды по городу и бездорожью, также детские и подростковые модели.

### Современное производство
К 2020 году завод практически полностью разобран, на части его площадей строился комплекс бюджетных новостроек, часть площадей заброшена (поросла деревьями, завалена мусором). Ряд площадей и офисных помещений сдана в аренду под офисы, склады, небольшие цеха.
По некоторым данным, в 2020 году на территории завода производились комплектующие для велосипедов марки ХВЗ (рама, багажник, вилка, алюминиевые обода). К концу 2020 года планировалось перенести остатки производства за город.
25 ноября 2024 года хозяйственный суд Харьковской области признал завод банкротом, была запущена процедура ликвидации предприятия.

## Продукция
- Велосипеды: детские, подростковые, шоссейные, горные, дорожные, легкодорожные, городские, спортивные (трековые), специальные — трёхосные («рикша»).
- Изготовление задней втулки дорожного велосипеда, втулок заднего колеса в сборе и запасных частей к велосипеду.
- Производство товаров народного потребления: ручные тележки, сушилки для посуды, подставки под горячее и так далее.
- Услуги: производство велосипедов под заказ, сервисное обслуживание выпускаемой продукции.

### Велосипеды дорожные
- В-14
- В-17
- В-22 (женский)
- «Прогресс» В-110
- «Украина»
- 111—431
- 111—472 «Эдельвейс»[24]

### Велосипеды спортивно-туристические и шоссейные
- В-31 «Турист»
- В-32 «Турист»
- В-33 «Турист»
- В-34 «Спутник»
- В-37 «Спутник»
- В-39 «Спутник»
- В-301 «Спутник»
- 153—411 «Турист»
- 153—421 «Турист»
- 153—412 «Спорт»
- 153—422 «Спорт»
- 153—413 «???»
- 153—414 «Спутник»
- 153—424 «Спутник»
- В-541 «Спорт»
- В-542 «Спорт»
- В-542-01 «Спорт» (манетки на руле)
- В-53 «Харьков»
- В-54 «Харьков»
- В-55 «Харьков»
- В-551 «Чемпион»
- В-552 «Харьков»
- В-552и «Чемпион-шоссе» (спец. заказ)
- В-553 «Старт-шоссе»
- В-555 «Старт-шоссе»
- 155—411 «Старт-шоссе»
- 155—461 (с 2006 года)
- 113—622 «Спорт-шоссе»
- 114—622 «Спорт-шоссе»
- 153—452 «Турист»

### Трековые
- 156—421 «Рекорд»
- «Метеор» (спец. заказ)
- «Квант» (спец. заказ)
- «Спринт» (спец. заказ)
- «Тахион» (спец. заказ; конструктор — Р. И. Воронцов)
- «Спорт» (спец. заказ)

### Моторизованные
- Мотовелосипед В-901